# 이스트 커우스트 베이즈
이스트 코스트 베이즈 AFC(영어: East Coast Bays Association Football Club)는 뉴질랜드 오클랜드의 노스쇼어시티를 연고지로 하는 축구 클럽이다. 
구단은 뉴질랜드의 채텀 컵과 NRFL 프리미어 디비전에서 총 합 세 번 우승을 기록하기도 하였다.